# Раяново
Раяново (на гръцки: Βάθη, Вати, до 1927 година Ραγιάν, Раян) е село в Егейска Македония, Гърция, дем Кукуш (Килкис) на административна област Централна Македония.

## География
Селото е разположено в южното подножие на планината Круша (Крусия или Дисоро).

## История

### В Османската империя
През XIX век Раяново е село в казата Аврет Хисар (Кукуш) на Османската империя. В „Етнография на вилаетите Адрианопол, Монастир и Салоника“, издадена в Константинопол в 1878 година и отразяваща статистиката на населението от 1873 година, Раяново (Rayanovo) е посочено като селище съc 100 домакинства, като жителите му са 65 мюсюлмани, 326 българи и 56 цигани. Според статистиката на Васил Кънчов („Македония. Етнография и статистика“) в 1900 година селото има 910 жители, от които 180 българи християни, 380 турци и 350 цигани.
По данни на секретаря на Българската екзархия Димитър Мишев („La Macédoine et sa Population Chrétienne“) през 1905 година в Рoяново (Royanovo) има 240 българи екзархисти.

### В Гърция
След Междусъюзническата война Раяново попада в Гърция. Българското население се изселва в България и на негово място са настанени гърци бежанци. В 1926 година името на селото е променено на Вати, но официално промяната влиза в регистрите в следващата 1927 година. В 1928 година селото е представено като чисто бежанско с 99 бежански семейства и 314 души общо.